# Файерстоун, Леонард
Леонард Кимбалл Файерстоун (англ. Leonard Kimball Firestone; 10 июня 1907 — 24 декабря 1996) — американский бизнесмен, дипломат и филантроп.

## Биография
Родился 10 июня 1907 года в Акроне. Его отец Гарви Самуэл был известным американским предприниматель, а мать Идабель Смит (англ. Idabelle Smith Firestone
) — музыкальным композитором. Учился в Хилл Скул, а в 1931 году окончил Принстонский университет, где выступал за студенческие команды в гольфе и поло. Состоял в богемском клубе.

### Предпринимательство
По окончании колледжа Файерстоун работал в отделе продаж на своего отца. В 1935 году стал менеджером по продажам, а уже в 1939 — директором фирмы «Firestone». В 1941 году стал президентом материнской корпорации — «Firestone Aviation Products Co».
Служил в ВМС США как лейтенант, однако в 1943-м был отправлен в запас из-за назначения президентом корпорации «Firestone Tire and Rubber Co». В 1966 году преступники пытались похитить Файерстоуна и требовать выкуп в размере нескольких млн долларов, но попытка была неудачной. В 1970 году в Калифорнии объявил об уходе с поста главы компании.
Некоторое время Файерстоун изучал климат в штате, после чего построил виноградники в Санта-Барбаре в 1972 году.
В 1975 году его сын Брукс ушёл из бизнеса и переехал в Санта-Инес. Там он вместе с отцом основал первую коммерческую винодельню в Санта-Барбаре; благодаря этому предприятию Калифорния в будущем стала передовым штатом по производству вина в США.

### Государственная деятельность
Файерстоун был республиканцем. В 1944, 1948 и 1952 годах участвовал в Республиканской национальной конвенции. В 1954-м избрался в горсовет Беверли-Хиллз.
В 1964 году, во время предвыборной кампании Нельсона Рокфеллера, был его официальным представителем. В 1974 году Ричард Никсон назначил Файерстоуна послом США в Бельгии, а Джеральд Форд продлил срок его полномочий до 1976 года. После он был председателем фонда Ричарда Никсона.
В январе 1977 года семья Фордов (в том числе Бетти Форд) переехала в дом по соседству с Файерстоунами, в Ранчо-Мираж. Там они стали хорошо общаться и позже основали Betty Ford Center.

### Благотворительность
Файерстоун спонсировал благотворительные организации и был президентом совета попечителей Университета Южной Калифорнии и президентом Совета по международным делам Лос-Анджелеса. Он также был руководителем других малых благотворительных организаций.
Он особо интересовался организациями, которые боролись со злоупотреблением алкоголя. Был директором Национального совета по борьбе с алкоголизмом и медцентра Эйзенхауэра.

## Семья
В 1932 году женился на Полли Кертис. В браке родилось трое детей, в том числе Брукс и Кимбалл Файерстоуны, которые владели в разное время компанией. В 1965 году Полли умерла от рака.
4 марта 1966 года Файерстоун женился на Барбаре Хитли. В 1985 году он также умерла от злокачественной опухоли. 11 января 1987 года женился на дочери владельца «Oklahoma Ada и Atoka Railroad» — Кэролайн Линч.
Умер 24 декабря 1996 года. Похоронен на кладбище рядом с Колумбианой.